# Margaret Chowning
Margaret Ann Chowning (* 1953) ist eine US-amerikanische Historikerin.

## Leben
Chowning erwarb 1974 den B.A. an der Duke University und 1985 den Ph.D. (A Mexican provincial elite: Michoacán 1810–1910) an der Stanford University. Sie lehrte als Assistant Professor an der California State University, East Bay (1986–1992). Dann gehörte sie als Hochschullehrerin der University of California, Berkeley an (Assistant Professor 1992–1997; Associate Professor 1997–2004; Professorin seit 2004).
Ihre Forschungsinteressen in lateinamerikanischer Geschichte beziehen sich auf Mexiko, Spätkolonialzeit und neunzehntes Jahrhundert, Sozial- und Wirtschaftsgeschichte, Frauengeschichte, Kirchengeschichte.

## Schriften (Auswahl)
- Wealth and power in provincial Mexico. Michoacán from the late colony to the revolution. Stanford 1999, ISBN 0-8047-3428-3.
- Rebellious nuns. The troubled history of a Mexican convent, 1752–1863. Oxford 2006, ISBN 0-19-518221-9.